# Dobřany (nádraží)
Dobřany jsou železniční stanice ve východní části města Dobřany v okrese Plzeň-jih v Plzeňském kraji nedaleko řeky Radbuzy. Leží na jednokolejné elektrizované železniční trati Plzeň – Železná Ruda-Alžbětín (25 kV, 50 Hz AC). V severní části města se dále nachází železniční zastávka Dobřany zastávka.

## Historie
Stanice byla vybudována jakožto součást Plzeňsko-březenské dráhy (EPPK/PBD) spojující Duchcov, Plzeň a Nýrsko, podle typizovaného stavebního návrhu drážních budov společnosti. 20. září 1876 byl s místním nádražím uveden do provozu celý nový úsek trasy z provizorního nádraží (později Plzeň zastávka) do Nýrska, kudy bylo možno od roku 1877 pokračovat po železnici přes hraniční přechod Železná Ruda-Alžbětín do Bavorska. Trať byla také toho roku zaústěna do kolejiště plzeňského nádraží.
Po zestátnění EPPK v roce 1884 pak obsluhovala stanici jedna společnost, Císařsko-královské státní dráhy (kkStB), po roce 1918 pak správu přebraly Československé státní dráhy.

## Popis
Nacházejí se zde dvě jednostranná nekrytá úrovňová nástupiště, k příchodu na vnitřní nástupiště č. 2 slouží přechody přes koleje.